# Corera
Corera es un municipio de la comunidad autónoma de La Rioja (España), situado en el Valle de Ocón, su pequeño término municipal ocupa 8,21 km². Pertenece al partido judicial de Calahorra. Se halla a una altitud de 522 metros. El paisaje está formado por niveles escalonados de glacis.

## Geografía
Integrado en la comarca de Rioja Media, se sitúa a 28 kilómetros de Logroño. El término municipal está atravesado por la carretera provincial LR-259, que permite la comunicación con El Redal y Galilea, además de por carreteras locales que conectan con el municipio de Ocón y con la carretera nacional N-232, que cruza el territorio en su pK 384. En el extremo norte, desde la carretera nacional, la carretera provincial LR-260 se dirige hacia Alcanadre. 
El relieve del municipio es predominantemente llano, aunque en pendiente descendiente de sur a norte, destacando un páramo al oeste que hace de límite con Galilea. La altitud oscila entre los 610 metros al sur y los 410 metros al noreste. El pueblo se alza a 522 metros sobre el nivel del mar. 
| Noroeste: Galilea | Norte: Galilea | Noreste: Alcanadre |
| Oeste: Galilea    |                | Este: El Redal     |
| Suroeste: Ocón    | Sur: Ocón      | Sureste: El Redal  |

## Historia
Corera se constituyó como municipio independiente el 20 de abril de 1871, siendo hasta entonces un núcleo integrado en el municipio de Ocón. Gobantes, en su diccionario, engloba en la Tierra de Ocón diez aldeas: Aldealobos, Las Ruedas, Los Molinos, Oteruelo, Pipaona, Santa Lucía,  San Julián, El Redal y Corera, además de la propia  La Villa de Ocón, capital de este territorio. Entre 1842 y 1865, tres de estos pueblos, Corera, El  Redal y Galilea, por este orden, se independizan de la metrópoli, dando lugar así a municipios independientes.

## Geografía humana

### Demografía
Cuenta con una población de 273 habitantes (INE 2024).
| Gráfica de evolución demográfica de Corera entre 1857 y 2021 |
| |
| Población de derecho según los censos de población del INE Población de hecho según los censos de población del INEEntre el censo de 1857 y el anterior, aparece este municipio porque se segrega del municipio 26108 (Ocón) |

Corera era el más grande de los municipios del valle de Ocón y hasta los años 20 tenía una economía bastante dinámica, gracias a la agricultura y algunas empresas como las harineras. Desde los años 60, Corera ha sufrido un gran declive demográfico por el éxodo rural generalizado.
Desde principios de siglo XXI ha conseguido mantener su población e incrementarla ligeramente gracias a la construcción de vivienda nueva y su cercanía de Logroño, aunque no ha conseguido aumentarla tanto como municipios limítrofes como Galilea.

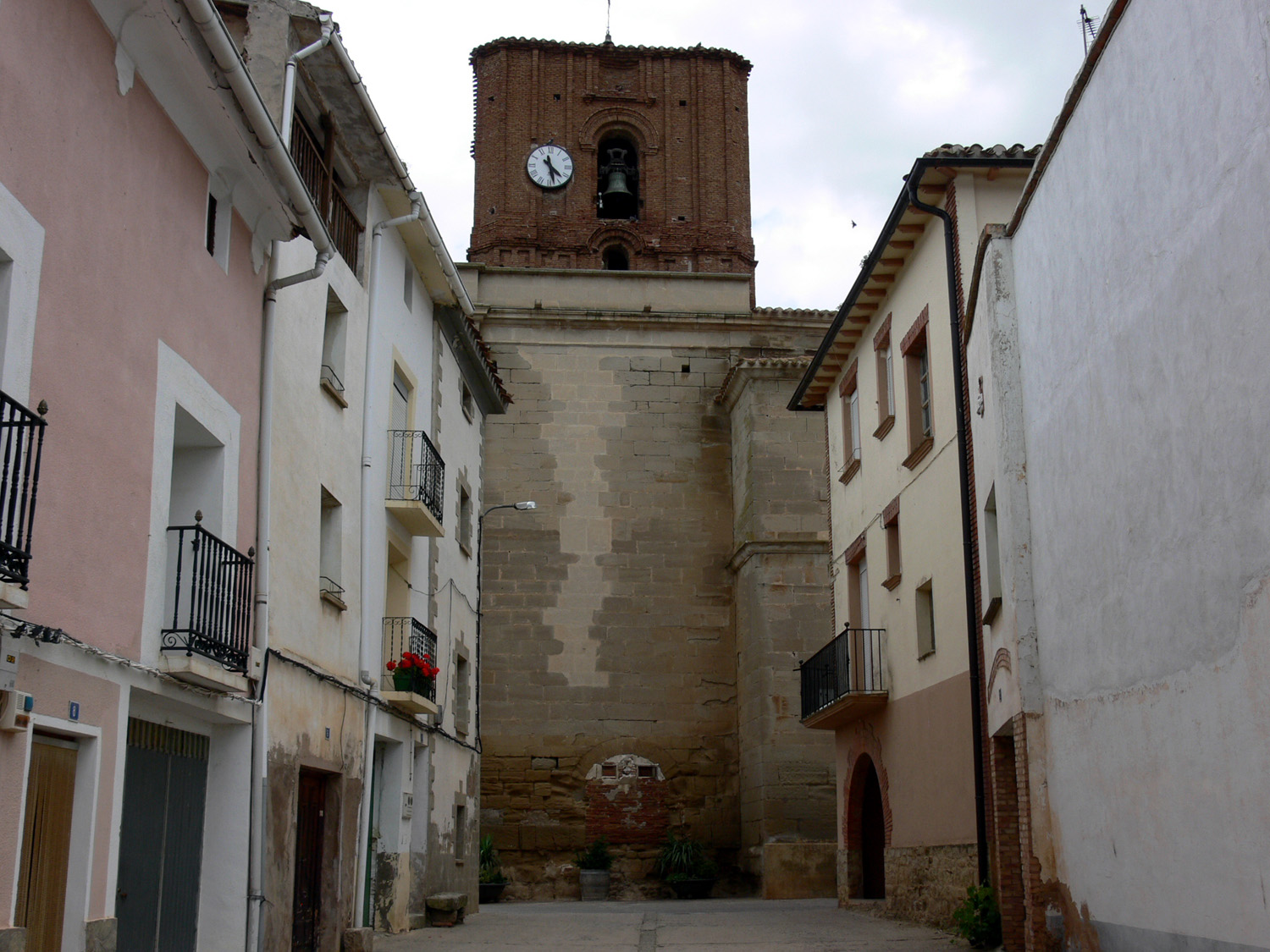
Vista parcial de la iglesia de San Sebastián.

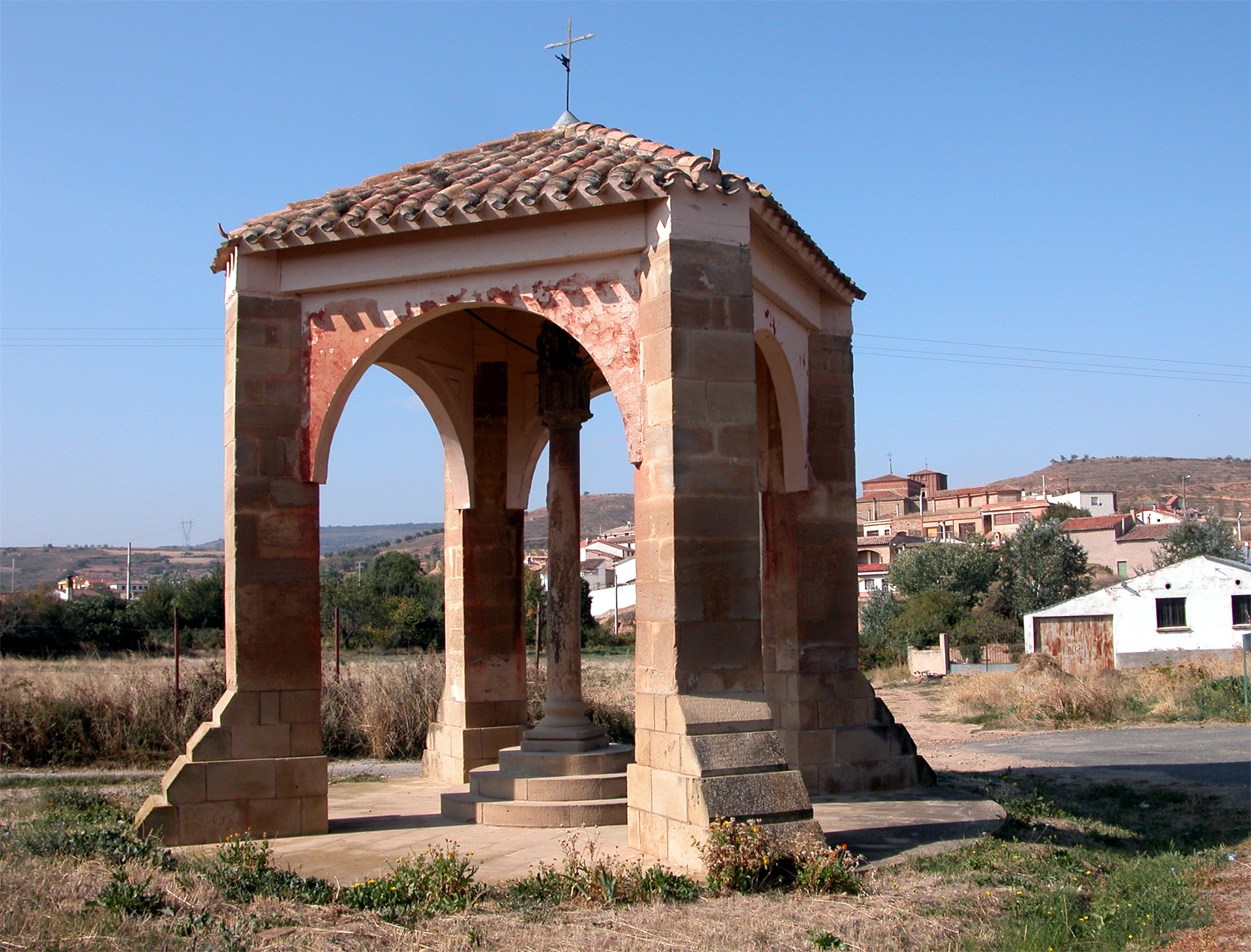
Crucero.

## Patrimonio
- Iglesia de San Sebastián: siglos XVII y XVIII.
- Casa Palacio del Marqués de Vargas: siglo XVII.
- Crucero con templete y columna toscana: Siglos XVI y XVII, rehabilitado a finales del siglo XX.

## Administración
| Periodo   | Nombre                                    | Partido                            |
| --------- | ----------------------------------------- | ---------------------------------- |
| 1979-1983 | Francisco Royo Orive                      | UCD                                |
| 1987-1991 | José Ignacio Tejada Romero                | PRP                                |
| 1991-1995 | Mª Julia Cadarso Gil                      | PSOE                               |
| 1995-1999 | Mª Julia Cadarso Gil                      | PSOE                               |
| 1999-2003 | Miguel Ángel Royo Cordón                  | PP                                 |
| 2003-2007 | Miguel Ángel Royo Cordón                  | PP                                 |
| 2007-2011 | Javier Marzo López                        | PSOE                               |
| 2011-2015 | Javier Marzo López                        | PSOE                               |
| 2015-2019 | Roberto Yécora Sáenz / Javier Marzo López | PSOE                               |
| 2019-2023 | Javier Marzo López                        | Somos Corera                       |
| 2023-act. | Benjamin Fernández Ruiz                   | Agrupación Independiente de Corera |

## Economía
El municipio vive básicamente de la agricultura como el viñedo, cereal, almendro, olivo y alguna empresa de champiñón. Destaca el Trujal Cooperativo donde se obtiene 30.000 litros de aceite al año, con un sistema de batido a través de molino italiano, único en La Rioja y la Fábrica de Cerámicas.